# درو ادوارد گوردون
درو ادوارد گوردون (انگلیسی: Drew Gordon؛ زادهٔ ۱۲ ژوئیهٔ ۱۹۹۰) بازیکن بسکتبال اهل ایالات متحده آمریکا است.
از باشگاه‌هایی که در آن بازی کرده‌است می‌توان به باشگاه بسکتبال پارتیزان، فیلادلفیا سونتی‌سیکسرز، و بسکتبال مردان یوسی‌ال‌ای برونز اشاره کرد.